# Rostraria festucoides
Rostraria festucoides là một loài thực vật có hoa trong họ Hòa thảo. Loài này được (Link) Romero Zarco miêu tả khoa học đầu tiên năm 1996.